# Abu Fatma
Abu Fatma (àrab: أبو فاطمة, Abū Fāṭima, pronunciat localment Abū Fāṭma) és una població del Sudan situada 9 km al nord de Kerma, a la riba oriental del Nil, a poca distància al sud de Tombos.
Té una tomba musulmana coberta amb volta (qubba) que té l'aparença d'una roca, que fa 110 × 45 metres i que és lloc de visita religiosa.
S'hi han realitzat excavacions arqueològiques en un antic cementiri de la cultura de Kerma (2500 aC-1500 aC), amb centenars de tombes.